# Varhaugvika
Varhaugvika  är en tidigare tätort i Aukra kommun i Møre og Romsdal fylke i västra Norge. Orten ligger där fylkesväg 530 möter fylkesväg 531, på östra delen av ön Gossa.
Sedan 2002 räknas bebyggelsen i orten som en del av tätorten Aukra.
Tidigare har orten tillhört dåvarande Nord-Aukra kommun.